# Jelena Sokołowa (lekkoatletka)
Jelena Sokołowa (ros. Елена Александровна Соколова; ur. 23 lipca 1986 w Biełgorodzie) – rosyjska lekkoatletka, specjalizująca się w skoku w dal.
Sezon 2014 postanowiła przeznaczyć na przerwę macierzyńską.

## Największe osiągnięcia
| Rok  | Rodzaj zawodów                 | Miasto    | Konkurencja | Miejsce | Wynik |
| ---- | ------------------------------ | --------- | ----------- | ------- | ----- |
| 2007 | Młodzieżowe Mistrzostwa Europy | Debreczyn | skok w dal  | 3.      | 6,71  |
| 2007 | Uniwersjada                    | Bangkok   | skok w dal  | 2.      | 6,61  |
| 2009 | Halowe Mistrzostwa Europy      | Turyn     | skok w dal  | 2.      | 6,84  |
| 2009 | Światowy Finał IAAF            | Saloniki  | skok w dal  | 2.      | 6,81  |
| 2012 | Igrzyska olimpijskie           | Londyn    | skok w dal  | 2.      | 7,07  |
| 2013 | Uniwersjada                    | Kazań     | skok w dal  | 2.      | 6,73  |
| 2013 | Mistrzostwa świata             | Moskwa    | skok w dal  | 9.      | 6,65  |

Wielokrotna mistrzyni Rosji.
Zwyciężczyni łącznej punktacji Diamentowej Ligi 2012 w skoku w dal.

## Rekordy życiowe
- Skok w dal (stadion) – 7,07 (2012)
- Skok w dal (hala) – 6,88 (2012)